# 大田区立南蒲小学校
大田区立南蒲小学校（おおたくりつ なんぽしょうがっこう）は、東京都大田区南蒲田1丁目にある区立小学校である。

## 沿革
- 1927年（昭和2年）5月14日 - 東京府荏原郡蒲田町（現在地）に南蒲尋常小学校開校[2]。開校式挙行し、校章制定。開校時点の生徒数は約860名、教員数20名。
- 1941年（昭和16年） - 国民学校令により、東京市南蒲国民学校と改称。
- 1947年（昭和22年） - 学制改革により、東京都大田区立南蒲小学校と改称。
- 1953年（昭和28年） - 校歌制定。
- 2007年（平成19年） - 開校80周年記念式典挙行。
- 2009年（平成21年） - 通級指導学級「ひまわり」開設。
- 2016年（平成28年） - スクールサポート南蒲開設。
- 2017年（平成29年） - 開校90周年記念式典挙行。

## 教育目標
- ○すすんで学ぶ子
- ○心豊かな子
- ○健康な子

## 学区
出典
- 南蒲田1丁目（全域）
- 南蒲田2丁目（1番～16番）
- 南蒲田3丁目（1番のみ）
- 西糀谷1丁目（1番～4番・10番～14番・19番～23番・28番～31番）
- 西糀谷4丁目（1番～4番・9番～15番・21番・22番・30番～32番）

## 進学先中学校
出典
公立中学校に進学する場合
- 大田区立東蒲中学校

## 周辺
- 京急電鉄空港線 - ただし、線路がそばを通るだけで、京急蒲田駅や糀谷駅は、やや離れている。
- 大田区立南蒲公園
- 大田区立西糀谷児童館
- 大田区産業プラザPiO
- 東京都道311号環状八号線（環八通り）
- 新呑川
- 学校周辺は住宅地が広がるほか、阿弥陀堂などの神社仏閣も点在する。

## アクセス
- 京急電鉄本線・空港線京急蒲田駅（東口）から、徒歩約480m・約8分（国道15号線を跨ぐ横断歩道橋経由）。
- 京急電鉄空港線糀谷駅（中央口）から、徒歩約600m・約10分。
- 京浜急行バス「日ノ出通り」停留所下車後、
  - 蒲田駅発停留所から、徒歩約340m・約6分。
  - 蒲田駅行停留所から、徒歩約360m・約6分。
    - なお、京急電鉄空港線糀谷駅のホームや京急バス「日ノ出通り」バス停まで、直線距離では近いが、正門（校門）と道路との位置関係や施設設置個所の関係で、やや距離が延びる。